# Petaluma
Petaluma é uma cidade localizada no estado americano da Califórnia, no condado de Sonoma. Foi incorporada em 12 de abril de 1858.

## Geografia
De acordo com o United States Census Bureau, a cidade tem uma área de 37,5 km², onde 37,2 km² estão cobertos por terra e 0,3 km² por água.

### Localidades na vizinhança
O diagrama seguinte representa as localidades num raio de 16 km ao redor de Petaluma.

## Demografia
Segundo o censo nacional de 2010, a sua população é de 57 941 habitantes e sua densidade populacional é de 1 555,71 hab/km². Possui 22 736 residências, que resulta em uma densidade de 610,46 residências/km².